# Eloeophila aldrichi
Eloeophila aldrichi là một loài ruồi trong họ Limoniidae. Chúng phân bố ở miền Tân bắc.